# Provincie Nuoro
Nuoro (Provincia di Nuoro) je italská provincie v oblasti Sardinie. Sousedí na severu s provincií Sassari, na západě s provincií Oristano a na jihu s provincií Sud Sardegna. Její břehy omývá na východě Středozemní moře. V roce 2016 došlo k reorganizaci administrativního dělení Sardinie a k této provincii byla přičleněna většina území rušené sousední provincie Ogliastra.